# Gaëtan Bussmann
Gaëtan Bussmann (Épinal, 2 de fevereiro de 1991) é um futebolista profissional francês que atua como defensor.

## Carreira
Gaëtan Bussmann começou a carreira no FC Metz.